# Naturschutzgebiet Łężczok

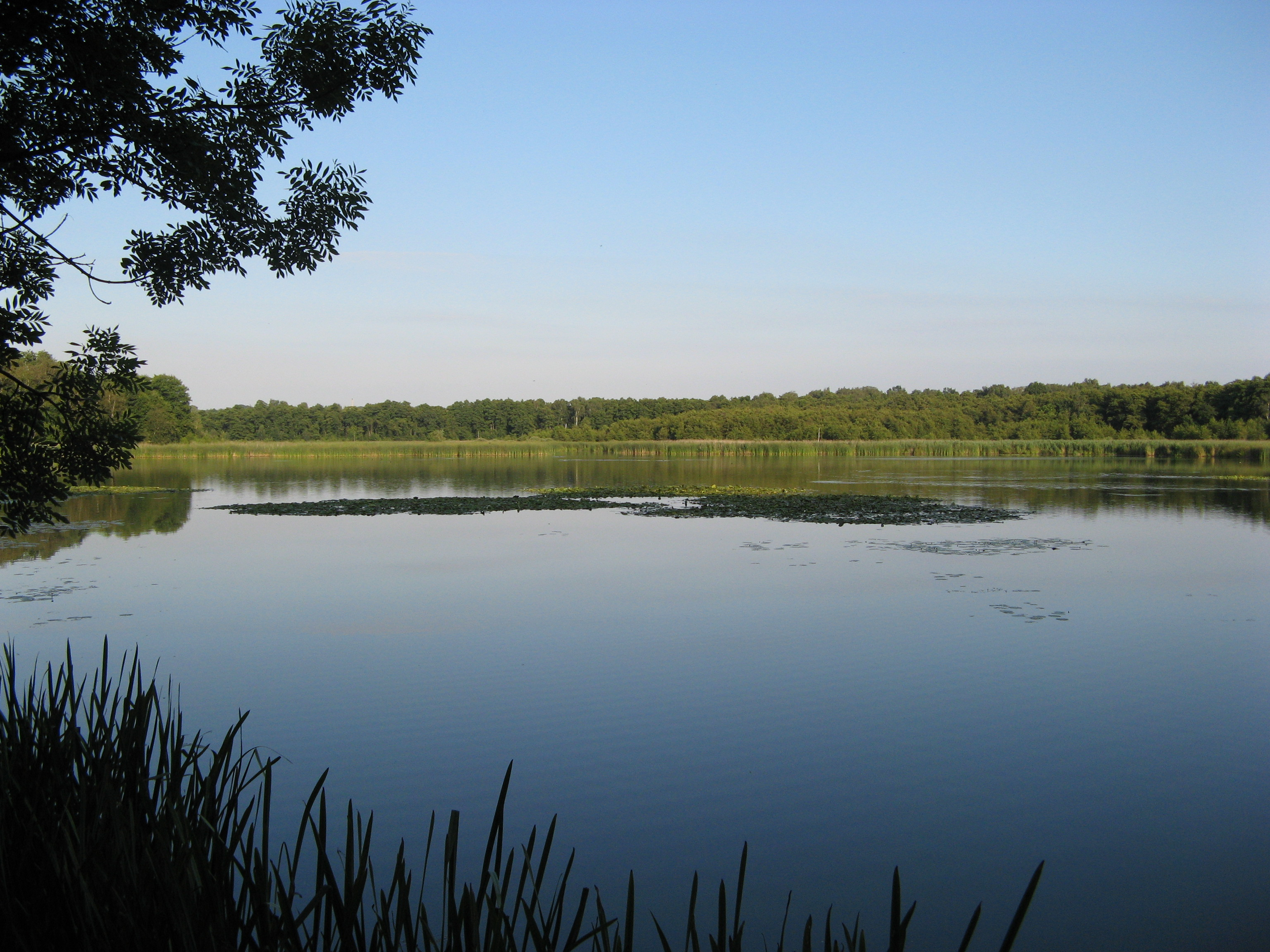
Blick auf die Teichlandschaft

Das Naturschutzgebiet Łężczok (deutsch Naturschutzgebiet Lensczok oder Lenczok) ist ein 408 Hektar großes Naturschutzgebiet auf dem Gebiet der Stadt Racibórz (Ratibor) und der Gemeinde Nędza (deutsch Nendza/Buchenau) nördlich von Racibórz. Es besteht aus dem Wald Łężczok (deutsch Lensczok) und der angrenzenden Teichlandschaft. Die Teiche, die sich östlich der Oder befinden, wurden von Zisterziensern im 14. und 15. Jahrhundert für die Fischerei angelegt. Sie haben eine Größe von 218 Hektar. Auf dem Gelände des Łężczoks befindet sich ein denkmalgeschütztes Jagdhaus, das 1783 erbaut wurde. Bereits im Jahr 1912 stellte das Kulturamt von Ratibor auf Veranlassung des Landmessers C. Gehlich den Antrag an den Besitzer, den Herzog von Ratibor, dass das Wald- und Teichgebiet des Lensczoks als Naturdenkmal bezeichnet werde. Der Antrag wurde abgelehnt, der Herzog bekundete aber, auf die Erhaltung der Naturdenkmäler des Lensczoks hinwirken zu wollen. 1922 wurde der Lensczok in die Liste der Naturdenkmäler aufgenommen. Das Gebiet wurde schließlich 1957 von der Republik Polen unter dem offiziellen Namen Łężczak zum Naturschutzgebiet erklärt.
Die Naturlandschaft ist Heimat für viele seltene und geschützte Tier- und Pflanzenarten. Durch den Łężczok fließt der Bach Łęgoń (deutsch Lengon). In der Teichlandschaft befinden sich u. a. der Salm-Teich, der Babitzer Teich, der Grabowietz-Teich und der Brzezniok-Teich.
Zu den im Lensczok auftretenden Pflanzenarten gehören unter anderem die Türkenbund-Lilie (Lilium martagon), das Kleine Immergrün (Vinca minor), der Gemeine Efeu (Hedera helix) und der Waldmeister (Galium odoratum). In der Teichlandschaft findet man u. a. die Wassernuss (Trapa natans), Knabenkräuter (Orchis), das Gewöhnliche Pfeilkraut (Sagittaria sagittifolia), den Gemeinen Schwimmfarn (Salvinia natans), die Weiße Seerose (Nymphaea alba) und die Gelbe Teichrose (Nuphar lutea).

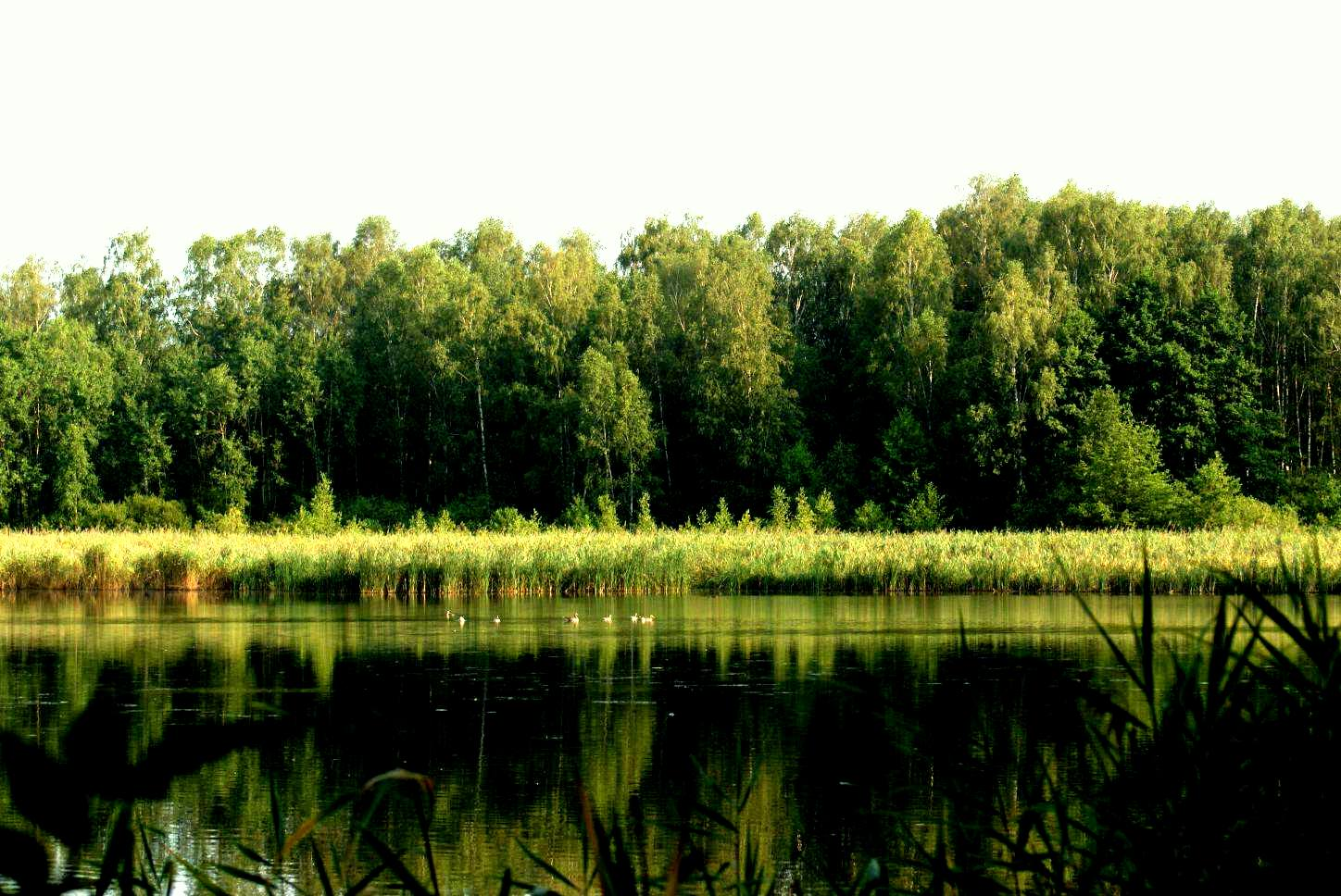
Naturschutzgebiet Lensczok
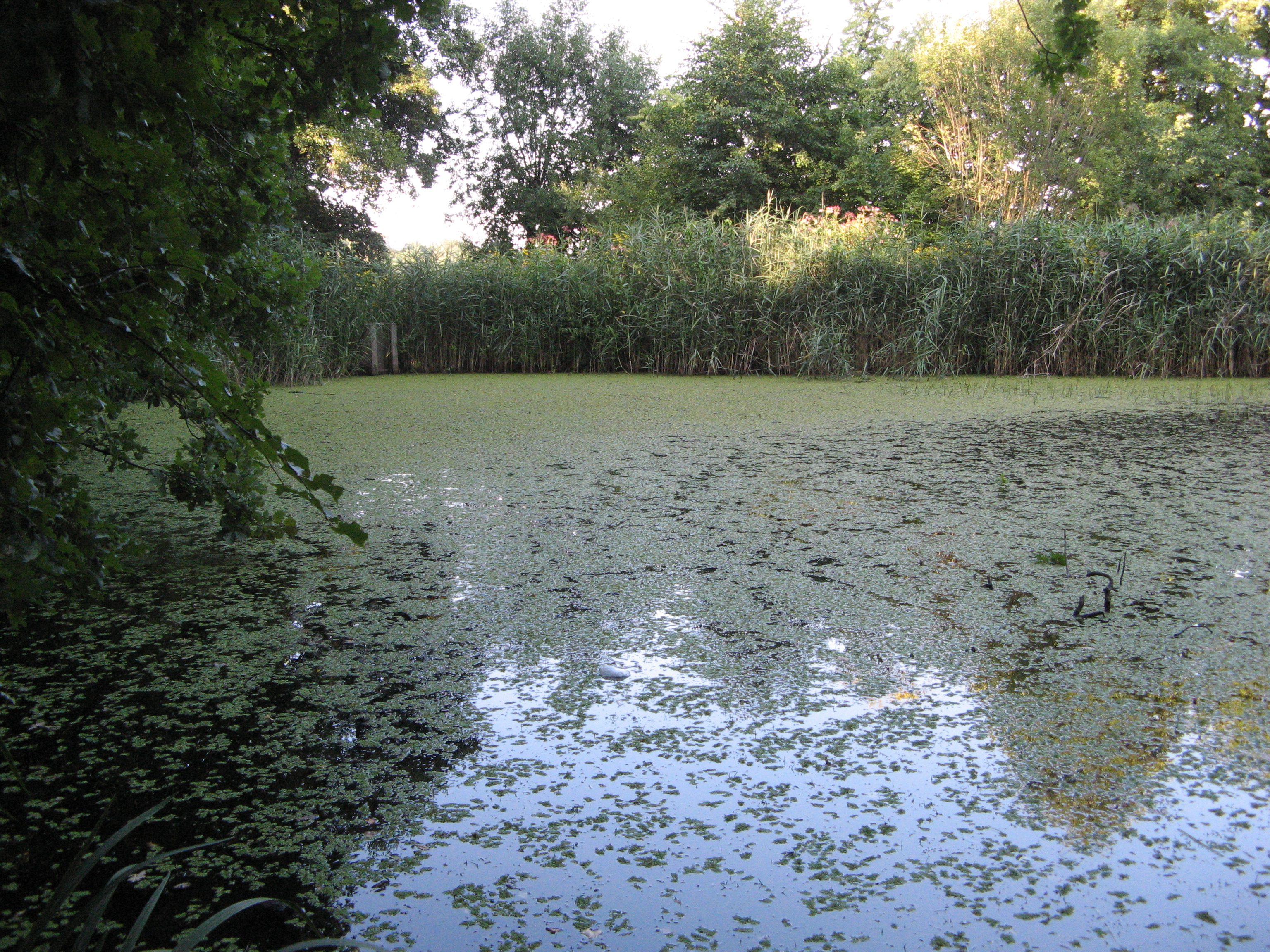
Gemeiner Schwimmfarn
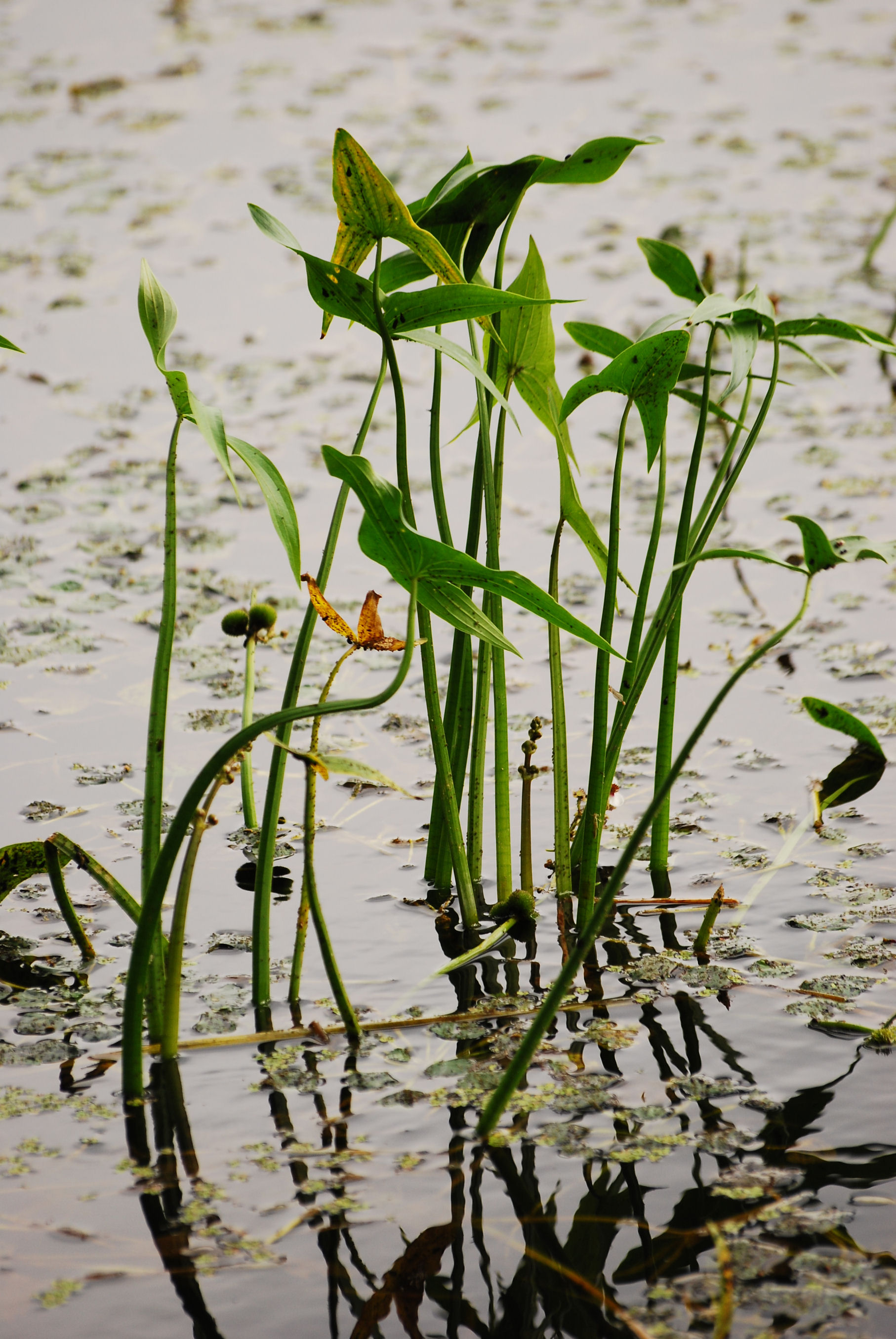
Das Gewöhnliche Pfeilkraut
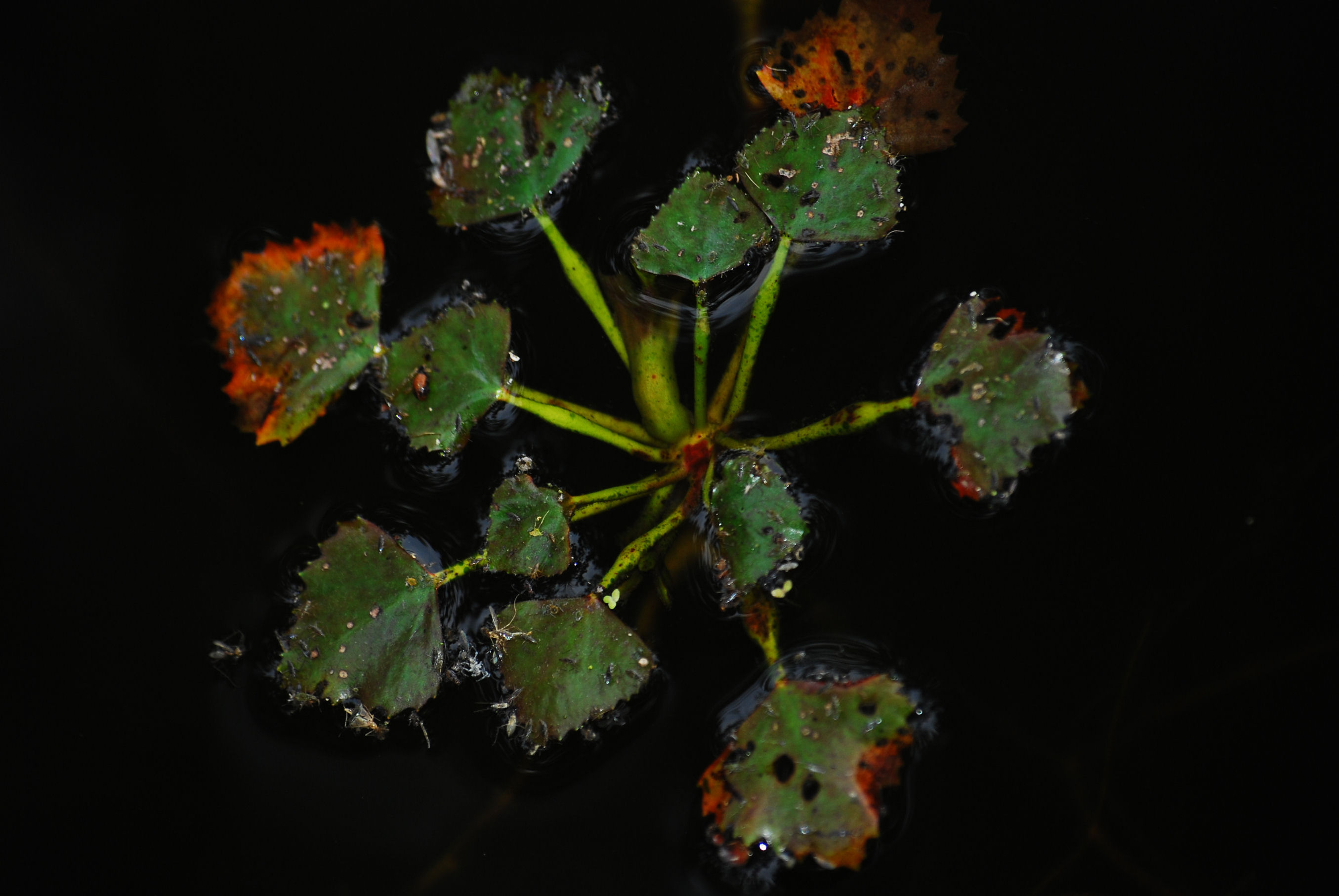
Die Wassernuss